# Ди Баррус, Бруну
Бруну Линс Тенориу ди Баррус (порт.-браз. Bruno Lins Tenório de Barros; род. 7 января 1987, Масейо) — бразильский легкоатлет, специалист по бегу на короткие дистанции. Выступал за сборную Бразилии по лёгкой атлетике в 2004—2017 годах, обладатель бронзовой медали летних Олимпийских игр в Пекине, победитель Панамериканских и Южноамериканских игр, чемпион Южной Америки, призёр множества стартов международного и национального значения.

## Биография
Бруну ди Баррус родился 7 января 1987 года в городе Масейо, штат Алагоас.
Первого серьёзного успеха на международном уровне добился в сезоне 2004 года, когда вошёл в состав бразильской сборной и выступил на юношеском первенстве Южной Америки в Гуаякиле, где вместе с соотечественниками одержал победу в зачёте эстафеты 4 × 100 метров.
В 2006 году выиграл 200 метров на Лузофонских играх в Макао, стал серебряным призёром в эстафете 4 × 100 метров на молодёжном южноамериканском первенстве в Буэнос-Айресе.
В 2008 году на иберо-американском чемпионате в Икике получил серебро в беге на 200 метров и завоевал золотую награду в эстафете 4 × 100 метров. Благодаря череде успешных выступлений удостоился права защищать честь страны на летних Олимпийских играх в Пекине — в дисциплине 200 метров не смог преодолеть предварительный квалификационный этап, тогда как в эстафете 4 × 100 метров совместно с Висенти ди Лимой, Сандру Вианой и Жозе Карлусом Морейрой занял в финале четвёртое место (впоследствии в связи с допинговой дисквалификацией победившей команды Ямайки поднялся в итоговом протоколе до третьей позиции и стал бронзовым призёром). Позднее на молодёжном южноамериканском первенстве в Лиме четырежды поднимался на пьедестал почёта: стал серебряным призёром на дистанции 100 метров, был лучшим на дистанции 200 метров, а также в эстафетах 4 × 100 и 4 × 400 метров.
В 2009 году среди прочего участвовал в чемпионате Южной Америки в Лиме и в Лузофонских играх в Лиссабоне, однако показанные здесь результаты впоследствии были аннулированы из-за проваленного допинг-теста. Спортсмена уличили в использовании эритропоэтина и отстранили от соревнований на 2 года.
По окончании срока дисквалификации ди Баррус возобновил спортивную карьеру. Так, в 2011 году он бежал 200 метров и эстафету 4 × 100 метров на чемпионате мира в Тэгу, в индивидуальной дисциплине сумел выйти в финал и финишировал в решающем забеге шестым. На Панамериканских играх в Гвадалахаре взял бронзу в беге на 200 метров и победил в эстафете 4 × 100 метров.
Принимал участие в Олимпийских играх 2012 года в Лондоне — в дисциплине 200 метров дошёл до полуфинала, в эстафете 4 × 100 метров не смог преодолеть предварительный квалификационный этап.
В 2013 году на чемпионате Южной Америки в Картахене выиграл серебряную медаль в беге на 100 метров. Стартовал в 200-метровой дисциплине на чемпионате мира в Москве.
В 2014 году на Южноамериканских играх в Сантьяго был четвёртым в дисциплине 200 метров, выиграл эстафету 4 × 100 метров. Занял четвёртое место на впервые проводившемся чемпионате мира по легкоатлетическим эстафетам в Нассау.
В 2015 году на Панамериканских играх в Торонто дошёл до полуфинала в беге на 200 метров и стал серебряным призёром в эстафете 4 × 100 метров. Стартовал в тех же дисциплинах на чемпионате мира в Пекине. Представлял Бразилию на Всемирных военных играх в Мунгёне — здесь показал пятый результат в беге на 100 метров и в эстафете 4 × 100 метров, в то время как в дисциплине 200 метров финишировал четвёртым.
Выполнив олимпийский квалификационный норматив, благополучно прошёл отбор на домашние Олимпийские игры в Рио-де-Жанейро — в дисциплине 200 метров остановился на предварительном квалификационном этапе, тогда как в эстафете 4 × 100 метров занял в финале шестое место.
В 2017 году на чемпионате Южной Америки в Асунсьоне получил серебро в 100-метровом беге, завоевал золотую и серебряную награды в эстафетах 4 × 100 и 4 × 400 метров соответственно.